# 나한정역
나한정역(Nahanjeong station, 羅漢亭驛)은 강원특별자치도 삼척시 도계읍에 위치한 영동선의 철도역이었다.
이 역과 흥전역 사이는 스위치백 구간이었다. 2012년 6월 27일 솔안터널 개통으로 선로가 이설되어 폐역되었다. 현재 (주)하이원추추파크에 인수되어 추추파크 스위치백트레인이 운행되고 있다.

## 역명 유래
나한정은 원래 현재의 심포리역 근처의 마을 이름으로 현재 심포리 뒤편에 돈각사라 불리던 사찰이 있었는데 이곳의 명칭이 나한정이었기 때문에 붙은 이름이다.

## 연혁
- 1939년 3월 1일 : 역사 신축 준공
- 1940년 8월 1일 : 신호장으로 영업 개시[1]
- 1953년 4월 1일 : 보통역으로 승격[2]
- 1977년 5월 16일 : 여객취급 중지[3]
- 1995년 7월 31일 : 흥전역 관리역으로 지정[2]
- 1996년 8월 19일 : 구 역사 철거[2]
- 1996년 12월 12일 : 역사 신축 준공
- 2004년 9월 1일 : 화물취급 중지[4]
- 2008년 1월 1일 : 여객 취급 중지
- 2012년 6월 20일 : 폐역 전까지 임시 여객 취급 재개
- 2012년 6월 27일 : 솔안터널 개통으로 폐역[5]
- 2014년 10월 24일 : 추추파크 스위치백트레인 운행 개시

## 사진

역사
스위치백 안내 그림
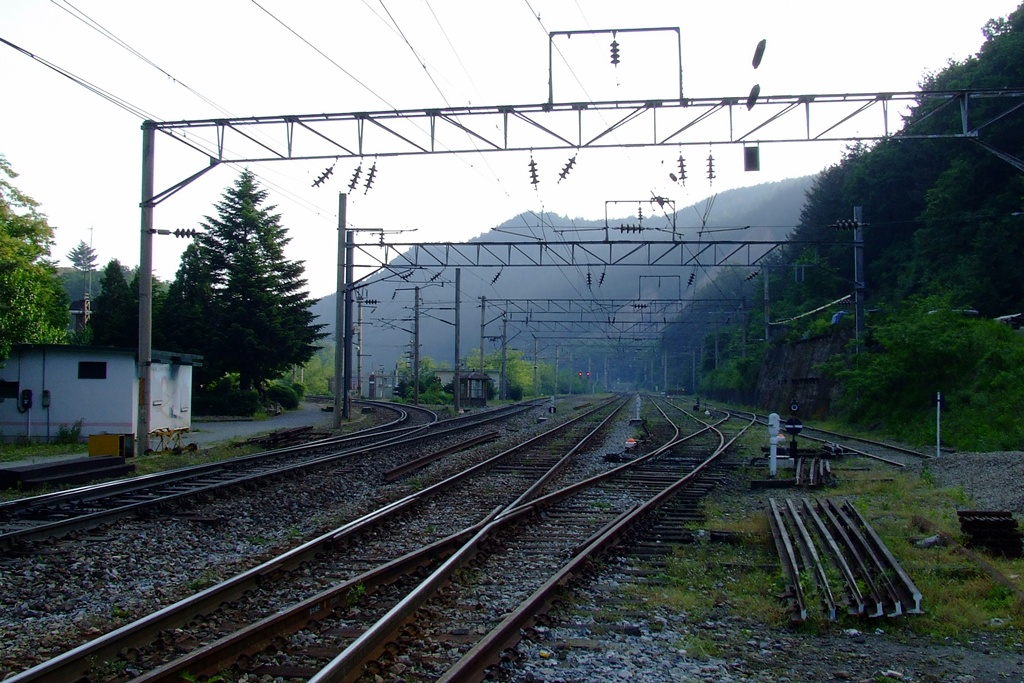
역 구내
분기 지점
승강장 (도계역 방향)
흥전역 방향 선로
역 전경